# Ryszard Poprawski
Ryszard Piotr Poprawski (ur. 1948 r.) – polski fizyk. Absolwent z 1972 Uniwersytetu Wrocławskiego. Od 2001 profesor na Wydziale Podstawowych Problemów Techniki Politechniki Wrocławskiej.